# Leichtathletik-Weltmeisterschaften 2019/Teilnehmer (Jemen)
| Gelbes Symbol für Goldmedaillen mit stilisierten Olympischen Ringen | Graues Symbol für Silbermedaillen mit stilisierten Olympischen Ringen | Braundes Symbol für Bronzemedaillen mit stilisierten Olympischen Ringen |
| ------------------------------------------------------------------- | --------------------------------------------------------------------- | ----------------------------------------------------------------------- |
| —                                                                   | —                                                                     | —                                                                       |

Der Leichtathletikverband des Jemen nahm an den Leichtathletik-Weltmeisterschaften 2019 in Doha teil. Ein Athlet wurde vom jemenitischen Verband nominiert.

## Ergebnisse

### Männer

#### Laufdisziplinen
| Athlet         | Disziplin | Vorlauf    | Vorlauf | Halbfinale | Halbfinale | Finale | Finale |
| Athlet         | Disziplin | Zeit       | Platz   | Zeit       | Platz      | Zeit   | Platz  |
| -------------- | --------- | ---------- | ------- | ---------- | ---------- | ------ | ------ |
| Ahmed Al Yaari | 200 m     | 22,37 s NR | 49      | DNQ        | DNQ        | –      | –      |